# Metoděj Antonín Jedlička
Metoděj Antonín Jedlička (15. února 1918 Rajhrad – 15. července 1981 Mariánské Lázně) byl český katolický kněz, řeholník, vězeň nacistického koncentračního tábora a komunistického totalitního režimu.

## Život
V průběhu II. světové války byl jeden rok vězněn v nacistickém koncentračním táboře. Po skončení války složil dne 15. srpna 1945 slavné sliby ve staroslavném opatství sv. Petra a Pavla v Rajhradu. Na kněze byl vysvěcen 21. října 1945 v Olomouci. Také jeho mladší bratr František se později stal knězem. V rozmezí od 4. dubna 1948 do 20. června 1948 byl komunistickou totalitní mocí vězněn ve vyšetřovací vazbě v Brně. Až do 13. dubna 1950 Akce K byl v desetičlenné mnišské komunitě rajhradského kláštera. Dále byl internován. Po propuštění z internace nebylo možné pokračovat v řeholními životě v rajhradském klášteře, protože komunistický režim zakázal řeholní život. Jedlička odešel do pastorace do pražské arcidiecéze. K dalšímu uvěznění došlo rozhodnutím Lidového soudu ve Voticích v roce 1957, kdy byl odsouzen k odnětí svobody na dva roky.
Zemřel dne 15. července 1981 v Mariánských Lázních a dne 22. července 1981 byl pohřben ve Vraném nad Vltavou.